# Mykwa w Łodzi
Mykwa w Łodzi – budynek mykwy znajdujący się w Łodzi przy ulicy Pomorskiej 18. Jest pierwszą żydowską łaźnią rytualną w mieście od czasu zakończenia II wojny światowej.
Mykwa została zbudowana w latach 2006–2008 według projektu Zbigniewa Jachorskiego, pod nadzorem rabina Gedalya Olshteina, przedstawiciela Konferencji Europejskich Rabinów. Mykwa ma dwie części niezależne od siebie znajdujące się w tym samym budynku, ale z osobnym wejściem: basen z częścią dla mężczyzn z prysznicami i przebieralnią oraz basen z częścią kobiecą z prysznicami, przebieralnią i gabinetem kosmetycznym. Zasilana jest wodą deszczową, która zbierana jest specjalnym systemem zamontowanym na dachu budynku. Budowa mykwy kosztowała około 300 tysięcy dolarów.
24 czerwca 2008 roku mykwa została uroczyście otwarta, a do jej wejść zostały przybite dwie mezuzy. W uroczystościach wzięli udział żydowscy dostojnicy religijni, m.in. Jechiel Jehuda Mosze Danziger, syn cadyka z Aleksandrowa z Bnei Brak w Izraelu, rabin i sędzia religijny Ben-Cijon Wozner z Wielkiej Brytanii, naczelny rabin Polski Michael Schudrich, przewodniczący Gminy Wyznaniowej Żydowskiej w Łodzi Symcha Keller, naczelny rabin Galicji Edgar Gluck, rabin Krakowa Boaz Pash, rabin Chabad of Kraków Eliezer Gurary, marszałek województwa łódzkiego Włodzimierz Fisiak i inni. Uroczystość uświetnił koncert zespołu z synagogi chasydów Aleksandrowa w Bnei-Brak w Akademickim Ośrodku Inicjatyw Artystycznych, który kiedyś był główną modlitewnią chasydów z Aleksandrowa w Łodzi.